# Channa panaw
Channa panaw és una espècie de peix de la família dels cànnids i de l'ordre dels perciformes.

## Descripció
- Fa 17,1 cm de llargària màxima i presenta entre 7 i 12 taques negres irregulars a la meitat superior del cos i una gran escata a cada costat de la mandíbula inferior (rarament dues).
- Àrea gular del cap sense escates.
- 32-35 radis tous a l'aleta dorsal, 23-24 a l'anal i 17-20 a les pectorals.
- La longitud de les aletes pèlviques és sempre major a la meitat de la longitud de les pectorals.
- 39-41 vèrtebres.
- Línia lateral amb 39-41 escates. 14-17 escates predorsals.
- És molt similar a Channa punctata, però se'n diferencia, entre altres característiques, pel seu musell estret i punxegut.[4][8][9][10]

## Reproducció
És, probablement, un constructor de nius a l'igual d'altres espècies de cànnids.

## Alimentació
No n'hi ha informació, però, atés que és l'espècie més estretament relacionada amb Channa punctata, hom creu que els adults es nodreixen principalment d'altres peixos i insectes.

## Hàbitat i distribució geogràfica
És un peix d'aigua dolça, bentopelàgic i de clima subtropical a tropical (16-24° N), el qual viu a Àsia: els petits rierols, rius, terres agrícoles inundades, arrossars, canals de reg i estanys de les conques dels rius Sittang i Irauadi (el sud de Myanmar).

## Vida en captivitat
Requereix un aquari de mida mitjana amb àrees de vegetació aquàtica, amagatalls i zones obertes per a poder-hi nedar. Tolera aigües amb baixos nivells d'oxigen però li cal accedir a la superfície perquè, altrament, es podria asfixiar.

## Observacions
És inofensiu per als humans i la seua presència als mercats de Myanmar indica que és pescat amb finalitats comercials.